# Wondershare Filmora
Wondershare Filmora（ワンダーシェア・フィモーラ、万興喵影）は、中華人民共和国広東省深圳市の万興科技（Wondershare Technology）が開発している動画編集ソフトウェアである。日本語版は2012年からWondershare日本語公式サイトにて販売を開始した。
2015年11月より「動画編集 プロ」から「Filmora」へ改名。シンプルなユーザインタフェースを採用し、タイトルやテロップなどのモーショングラフィックステンプレートをあらかじめ搭載している。

## 主な機能

### 基本の動画編集
- 動画分割
- 動画結合
- 動画回転
- クロップ

#### 高度動画編集機能
- キーフレーム ‐ 動画の途中で各種パラメータを調整でき、自由な効果を適用
- モーショントラッキング ‐ 動画や静止画、図形などのグラフィックをアニメーションの様に追跡
- カラーマッチ ‐ 複数の動画クリップの色調をワンクリックでマッチング
- シーンの検出 ‐ 動画の変わり目を自動検出し、その動画を大まかなセグメントに自動的に分割

### テキスト追加・カスタマイズ
- テロップや吹き出しの追加
- イントロやクレジットなどのキャプション追加

### エフェクト素材
- VFXを含む1000を超える独自エフェクトを搭載
- モーションエレメント、トランジション、フィルター、オーバーレイなどのエフェクト素材をドラッグ＆ドロップで追加可能
- FilmoraのエフェクトストアであるFilmstockでは、Filmoraのプラグインとしてテーマ別に編集素材を定期的にリリース

### 基本オーディオ編集機能
- BGM追加
- オーディオ分割
- ナレーション追加
- BGMのフェードイン＆アウト

#### 高度オーディオ編集機能
- ピッチ機能 ‐ 音声のトーンの変更
- 環境ノイズ除去機能 ‐ 背景の雑音除去
- イコライザー機能 ‐ 周波数の高低調節
- オーディオミキサー ‐ 動画の中の音声を別々の音声ファイルとして調節
- パン機能 ‐ スピーカーを右左に切り替えや主音声のボリュームの高低調節が可能
- オーディオダッキング ‐ 人物の会話と重なる音楽を素早くフェードし、会話を引き立てる

### 再生速度調整
- 逆再生
- スローモーション&早送り再生
- フラッシュ&ホールド

### 動画のスナップショット
- 動画のスナップショットを撮影し、画像として保存可能

### 画質補正
- 解像度調整
- 手ぶれ補正
- 広角レンズや魚眼レンズの歪み補正

### 高度色彩調整
- レタッチ／色調補正－ホワイトバランス、カラー、ライト、ＨＳＬの調整、またビネット効果の作成が可能
- 3DLUT－精密なカラーマネージメントを実現する3DLUT をプリセットとして編集、保存。「.cube」「.3dl」などのフアイルを読み込みも可能

### ピクチャインピクチャエフェクト（PIP）
画面内に別の動画を設置することが可能。一つの動画上に最大１０個まで別のメディアを乗せることが可能。

### アクションカメラツール
Filmoraバージョン8.0で新たに追加されたツール。レンズ歪み補正、リプレイ＆逆再生コントローラー、フリーズフレーム、手ぶれ補正、ノイズ除去機能を搭載したモジュールでアクションカメラで撮影した映像を手軽に編集できる

### 特殊効果
- チルトシフト
- モザイク･ぼかし効果
- 指定の顔を変える
- クロースアップ

### 超高速動画カッター
- 動画のトリミングと結合を高速で実現。アクションカメラ、携帯電話、家庭用のAVCHDカムコーダで撮影したH.264エンコードのMP4またはMOV＆MTS形式の動画ファイルに対応。

### クロマキー合成
- 2つのオーバーレイクリップの前面レイヤーの一部の色域を透明にし、背後の動画クリップや画像を表示することが可能。

### オートリフレーム
- 同一の動画を異なるアスペクト比で再作成しソーシャルメディアプラットフォームに最適化。

### オーディオエフェクト
- 動画クリップにエコー、リバーブ、電話などのオーディオエフェクトを適用

### 無音検出
- 動画クリップ内の無音部分を自動的に検出＆一括削除

### AIポートレート
- 動画から背景を簡単に素早く削除

※有料プラグイン

### ARステッカー
- 顔の動きに反応するARステッカーを追加

### ハイライト自動検出
- 動画から最高の瞬間を自動で検出しキャプチャ

### 録音・録画
- PC画面の録画、ウェブカメラからの録画、ナレーションの録音

### スピードランプ
- 動画を簡単にスローダウンまたはスピードアップ

### マスク
- キーフレームにより動画の動きに合わせて切り抜き合成

### インスタントモード
- テンプレートを選択し、動画と音楽をインポートすると、ハイライト編集、タイトル、エフェクトが付いた動画が完成

　  ※Windows版のみ実装

### オートモンタージュ
- 動画をインポートすると、ハイライト編集、BGM、エフェクトが付いたモンタージュ動画が完成

　  ※Windows版のみ実装

### オーディオ同期
- 動画と外部マイクで録音した音声を同期

### ストックメディア
- GIPHY、Pixabay、Unsplashと提携

## 対応入出力形式

### 対応入力形式（取り込み可能なファイル形式）
| 動画形式 | AVI, DV, DIF, NUT, H261, H264, NSV, FLV, MKV, MP4, PSP, 3GP, MOV, MPG, MPEG, VOB, DAT, EVO,RM, RMVB, TS, TP, TRP, M2TS, WMV, ASF, DVR-MS |
| 音声形式 | AAC, AC3, APE, AIF, AIFF, FLAC, APE, CUE, AU, AMR, OGG, WAV, DPE, MKA, M4V, M4A, MPA, MP2, MP3, RA, WMA                                  |
| 画像形式 | JPG, JPEG, BMP, PNG, JPE, GIF, DIB, JFIF, TIF, TIFF                                                                                      |

### 対応出力形式（保存可能なファイル形式）
| 汎用ビデオ・オーディオ | WMV, AVI, MOV, FLV, MKV, MP4 Video(AVC), MP4 Video(Xvid), MP4 Video(MC), ASF, M4V, Xvid, DV, MPEG-1, NTSC, MPEG-1 PAL, MPEG-1 SECAM, MPEG-2 NTSC, MPEG-2 PAL, MPEG-2 SECAM, DVD-Video NTSC, DVD-Video PAL, HTML5, DVD-Video SECAM, MP3              |
| HDビデオ               | TS, TRP, AVI, MP4, MPG, WMV, MOV |
| DVD                    | DVD disc, DVD folder, ISO imagine file |
| デバイス               | iPhone, iPhone 3G, iPhone 3GS, iPhone 4, iPhone 4S, iPhone 5, iPhone 5C, iPhone 5S, iPhone 6, iPhone 6 Plus, iPhone 7, iPhone 7 Plus, iPod nano, iPod touch, iPod classic, iPad, iPad 2, HTC, Galaxy SⅡ, PSP, PS3, Wii, Xbox 360, Zune, Zen, Archos |

## 動作環境
対応OS - Windows 7/Windows 8 (Windows 8.1を含む)/ Windows 10/ Windows 11（64bitOS）/ Mac X 10.12以降
CPU -  Intel i3以上のマルチコアプロセッサ、2GHzまたはそれ以上（HDおよび4KビデオにはIntel第6世代以降のCPUを推奨）
メモリー - 実際使用可能のメモリ最小限4GB（HD または 4K動画の場合は、8GB以上が必要）

## バージョン履歴
Filmora7.8
2016年10月24日発売
高度色彩補正機能、3DLUT読み込み、ズームイン＆アウト、パン機能、カスタマイズテキストの保存機能、トランジション編集機能、リップル削除